# دانييل كراوس
دانييل كراوس (بالألمانية: Daniel Kraus)‏ (و. 1984 – م) هو لاعب ومدرب كرة قدم، من ألمانيا، ولد في لايبزيغ.